# Camigliano
Camigliano is een gemeente in de Italiaanse provincie Caserta (regio Campanië) en telt 1808 inwoners (31-12-2004). De oppervlakte bedraagt 6,1 km², de bevolkingsdichtheid is 290 inwoners per km².
De volgende frazioni maken deel uit van de gemeente: Leporano.

## Demografie
Camigliano telt ongeveer 558 huishoudens. Het aantal inwoners daalde in de periode 1991-2001 met 0,1% volgens cijfers uit de tienjaarlijkse volkstellingen van ISTAT.
| Jaar | Inwoneraantal |
| ---- | ------------- |
| 1991 | 1741          |
| 2001 | 1739          |

## Geografie
Camigliano grenst aan de volgende gemeenten: Bellona, Formicola, Giano Vetusto, Pastorano, Pontelatone, Vitulazio.